# Hans Lufft
Hans Lufft (Amberg, 1495 – Wittenberg, settembre 1584) è stato un tipografo e editore tedesco, comunemente chiamato "lo stampatore della Bibbia", perché nel 1534 stampò a Wittenberg la prima edizione completa della Bibbia di Lutero, in due volumi in folio con illustrazioni xilografiche di Lucas Cranach.
Lufft stampò nei 40 anni successivi più di 100 000 copie della Bibbia tedesca. Stampò anche molte altre opere di Lutero, tra le quali la prima edizione del famigerato trattato Degli ebrei e delle loro menzogne (1543).

## Biografia

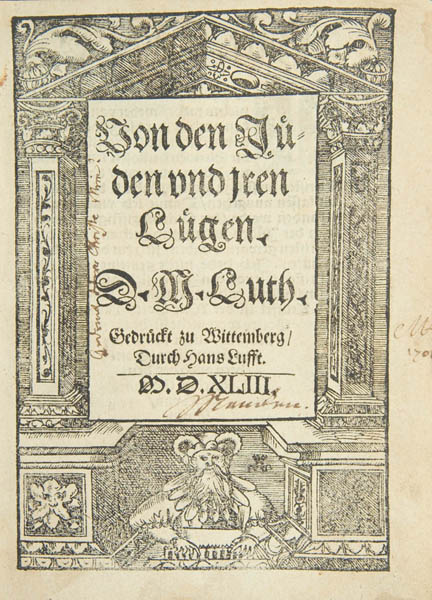
Von den Jueden vnd jren Luegen di Martin Lutero, stampato da Hans Lufft nel 1543.

Il suo anno di nascita è documentato dalla sua iscrizione tombale. Al contrario, la sua città di origine non è stata chiarita. Sulla base di un ritrovamento negli archivi della città di Amberg, Maximilian Weigel (1933) riteneva che provenisse da Amberg nel Distretto dell'Alto Palatinato. Nonostante ulteriori ricerche genealogiche di Albert Giesecke (1943), questa ipotesi non è stata finora né confermata né smentita. Imparò il mestiere di tipografo a Lipsia, e nel 1515 fu assunto presso la prima tipografia di Wittenberg, che esisteva dal 1508; in seguito cominciò a lavorare per Melchior Lotter il Vecchio.
Nel 1519 Lufft sposò Dorothea Hermann († 1561), dalla quale ebbe una figlia. Pubblicò la prima opera a stampa, Vom Kauf, Handel und Wucher, nel 1524. Lo stesso anno Lufft rilevò la stamperia di Lotter e proseguì la stampa delle edizioni della Bibbia e delle opere di Martin Lutero e di altre personalità legate al mondo della Riforma. Nel 1534 stampò la prima edizione completa della Bibbia di Lutero, che fu pubblicata in più edizioni. Con 100.000 Bibbie stampate e una grande quantità di altre opere e opuscoli dei riformatori, Lufft divenne presto molto ricco.
Nel 1526 riuscì ad ottenere la cittadinanza di Wittenberg. Nel 1528 acquistò due case in Kupferstrasse 10 e in Bürgermeisterstrasse tra Scharrenstrasse e Mauerstrasse (oggi Arsenalplatz) a Wittenberg. Nel 1549 aprì una filiale della sua tipografia a Königsberg, gestita da suo genero Andreas Aurifaber e attiva fino al 1553. Dal 1542, inoltre, Lufft ricoprì varie posizioni nell'amministrazione della città di Wittenberg.
L'8 settembre 1562 sposò la sua seconda moglie Margarethe Muschwitz († 22 maggio 1582), figlia di Matthias Moschwitz di Torgau. Hans Lufft morì a Wittenberg all'età di 89 anni. Sappiamo che la figlia Sara († 5 gennaio 1570) era sposata con Johann Köllitzsch.

## Opere
- De lateribus et angulis triangulorum tum planorum rectilineorum tum sphaericorum, Vittembergae per Johannem Lufft, 1542. Estratto dal De revolutionibus orbium coelestium di Niccolò Copernico, libro 1 cap.  12-14, sulla trigonometria piana e sferica, pubblicato da Rheticus a Wittenberg.